# Pelargonium grandiflorum
Espèce
Classification phylogénétique

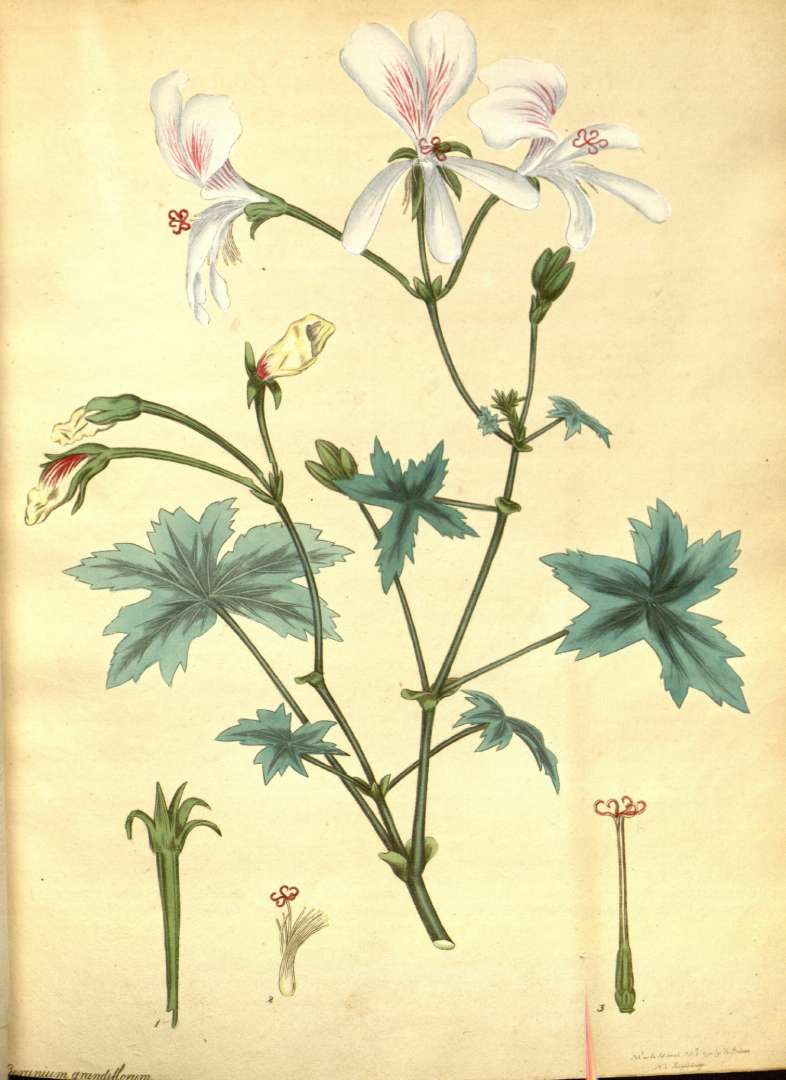
P. grandiflorum, espèce sauvage, H.C.Andrews, (1797-1798).

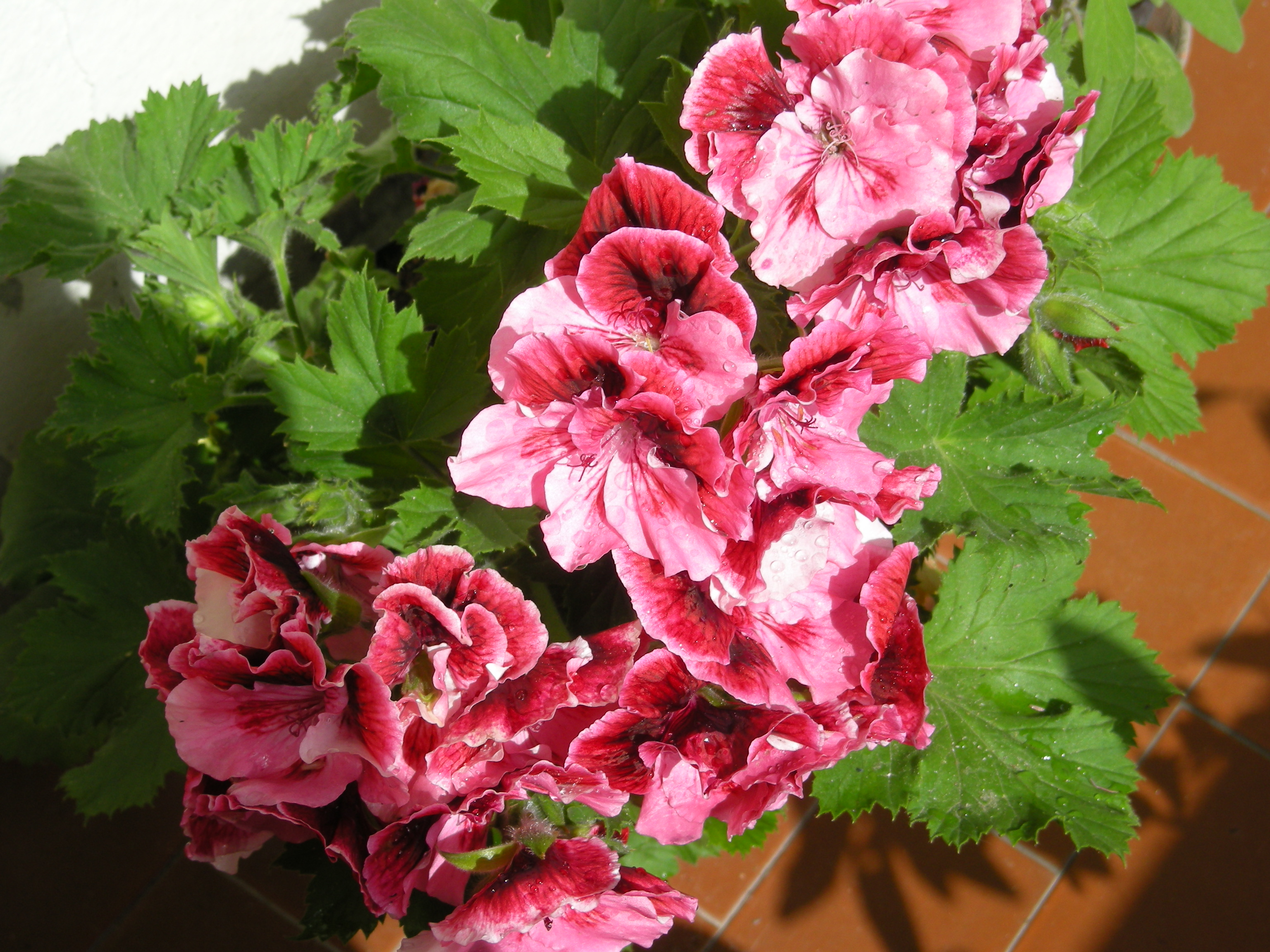
Cultivar de P. grandiflorum.

Pelargonium grandiflorum, le pélargonium à grandes fleurs, est une espèce de plantes à fleurs de la famille des Geraniaceae, originaire d'Afrique du Sud.
Avec d'autres pélargoniums, il est à l'origine du complexe de cultivars nommés Pelargonium x domesticum ou groupe regal des pélargoniums horticoles.

## Étymologie et histoire
Le nom générique Pelargonium, en latin scientifique, dérive du grec pelargós (πελαργός), désignant la cigogne, la forme de leur fruit évoquant le bec de l'échassier. L'épithète spécifique grandiflorum (« à grandes fleurs ») inflexion du latin grandiflora de grandis « grand » et flos « fleur ».
Il fut récolté puis introduit en Europe en 1794, par Francis Masson, un jeune collecteur envoyé par les jardins botaniques royaux de Kew en 1772 au Cap, pour collecter des plantes inconnues en Europe.
Linné ne pouvait donc pas avoir connaissance de cette plante dans Species Plantarum publié en 1753. Il y décrit 20 espèces de géraniacées d'origine africaine (à 7 étamines fertiles) qu'il classe parmi les Geranium. La première description de Pelargonium grandiflorum est redevable au botaniste allemand Willedenow (1765-1812) qui décrivit des espèces nouvelles quand il révisa les Geraniaceae pour la réédition de Species Plantarum, en 1800. Il reclasse les géraniacées  africaines à 7 étamines fertiles dans l'ordre des Pelargonium, créé auparavant par L'Héritier.

## Description
Ce pélargonium, est à l'état sauvage, un arbrisseau herbacé érigé, presque sans poils, aux rameaux plutôt frêles, droits et ligneux, croissant habituellement jusqu'à 75 cm de haut.
Les feuilles alternes, glauques, possèdent 5 ou 7 lobes très profonds, dentés. Certaines feuilles peuvent être zonées de brun.
Les pédoncules portent 2 à 3 fleurs en ombelle. Les fleurs sont roses à pourprées, parfois d'un blanc crémeux. Elles comportent 2 pétales supérieurs, obovés, veinés de rouge et 3 pétales inférieurs lancéolés, sans marque. Sept étamines fertiles portent du pollen orange.
Cette espèce fleurit d'août à janvier en Afrique du Sud.

## Distribution
Le Pelargonium grandiflorum est originaire du sud-ouest et de l'ouest du Cap (Afrique du Sud). Il croît dans des habitats montagneux, sur des pentes gréseuses, à une altitude d'environ 300 m.
Il est sur la Liste Rouge des plantes d'Afrique du Sud.

## Usages
Il fut très utilisé au XIXe siècle pour faire des hybridations.
Les hybrides ornementaux se distinguent du complexe zonal des pélargoniums par des fleurs plus grosses mais moins nombreuses et des feuilles dentées. Ils sont principalement cultivés en intérieur.
Le complexe de cultivars dérivés de P. cucullatum, P. angulosum, et P. grandiflorum est appelé Pelargonium x domesticum ou groupe regal des pélargoniums horticoles, ou géraniums-pensées ou plus malencontreusement Pelargonium grandiflorum, au risque d'une confusion avec l'espèce sauvage.